# Spuioeverwijk
De Spuioeverwijk is een buurt (buurt 9) in het dorp Oud-Beijerland, gemeente Hoeksche Waard, in de Nederlandse provincie Zuid-Holland. De buurt heeft een oppervlakte van 113 ha, waarvan 20 ha water. De Spuioeverwijk grenst in het noorden aan het Spui, in het oosten aan Centrum-Noord en wordt voor de rest begrensd door de Zoomwijck en de buurtschap Zinkweg. De buurt kent 525 huishoudens en heeft 1575 inwoners (2013; 1701 inw/km²).

## Recreatie
De buurt kent recreatie aan het Spui, met onder andere het Spuipark. Ook is de Spuivijver in de wijk te vinden.

## Straten in Spuioeverwijk
- Albert Schweitzererf
- Beetwortelweg
- Ben Goerionpad
- Van Den Bergstraat
- Bertha von Suttnererf
- Binnenpad
- Boerserf
- Bonhoefferstraat
- Bunche-Erf

- Frenkelerf
- Hammarskjöldstraat
- Hammepad
- Den Hartogerf
- Koopmanstraat
- Van Leeuwenerf
- Loethoeli-Erf
- Martin Luther Kingerf
- Nansenerf

- Oude Tol
- Randweg
- Roodpad
- Ruisscheweg
- Spuidijk
- Spuioeverweg
- Van Tijnerf
- Ullmanstraat

Wijk 00: De Bosschen · De Hoogerwerf · Centrum-Noord · Centrum-Zuid · Croonenburghwijk · Landelijk gebied · Oosterse Gorzenwijk (Gorzenhoek) · Poortwijk (Poortwijk I, II en III) · Spuioeverwijk · Zeeheldenwijk · Zinkweg · Zoomwijck · Zuidwijk